# 泰山 (月球)
泰山（英語：Mons Tai），是冯·卡门环形山的中央峰，其中心点位于44.56°S、175.83°E，位于天河基地西北方向约46公里处。直径为24公里，海拔高度-4305米，相对冯·卡门坑面高度约为1565米。2019年2月4日被命名为“泰山”。

## 命名
2019年1月，中国利用嫦娥二号和嫦娥四号高分辨月面影像数据，向国际天文学联合会申报了“泰山”的命名，以地球上的同名山脉泰山为名。2月4日获得国际天文学联合会批准，并于2月15日由中国国家航天局、中国科学院和国际天文学联合会联合发布。